# Hurling
Ne doit pas être confondu avec Curling.
Le hurling (en irlandais : iománaíocht ou iomáint) est un sport collectif d'origine irlandaise se jouant en extérieur.
Le hurling se joue avec une crosse appelée hurley ou camán utilisée pour taper dans une balle nommée sliotar. Ce sport est une forme de soule à crosse. Ce sport est considéré comme étant le sport d’équipe le plus rapide.
Le hurling partage plusieurs aspects du football gaélique, comme le terrain, le nombre de joueurs, la manière de compter les points et une partie de la terminologie. Il est régi par l'Association athlétique gaélique (GAA) qui en est le garant des règles et l'organisateur des principales compétitions en Irlande et dans le monde.
Le hurling a aussi une version féminine, appelée le camogie.

## Histoire
Le hurling est pratiqué depuis très longtemps en Irlande. Les plus anciennes traces écrites de ce sport remontent à l'époque des Gaels, au VIIe – VIIIe siècle, quand des moines ont mis par écrit nombre de traditions orales parfois anciennes. La brutalité du jeu provoque son interdiction du XVIe au XVIIIe siècle. La fin du XIXe siècle marque un renouveau pour le hurling, mettant au monde deux variantes : Iomaint au sud de l'ile et Camànacht à Dublin. Le Camànacht se rattache finalement au hockey sur gazon, tandis que l'Iomaint donne naissance au hurling moderne.
On pense habituellement que le hurling est apparu en Irlande avant le christianisme, apporté par les peuples celtes qui se sont installés dans l’île. Il est alors pratiqué par des équipes représentant des villages voisins. Ces jeux impliquaient alors plusieurs centaines de joueurs et pouvaient durer plusieurs heures voire plusieurs jours.
Le hurling est un passe temps à part entière en Irlande depuis près de 2 000 ans. Il est au moins aussi ancien que les premières sources écrites de l’histoire irlandaise,. La plus ancienne mention écrite de ce sport date du Ve siècle. Il figure alors dans les Lois de Brehon. Le hurling est un parent du shinty qui est joué en Écosse à la même époque, du Cammag de l’île de Man, du Bandy d’Angleterre et du Pays de Galles. Le conte intitulé Táin Bó Cuailgne, écrit en faisant appel à d’anciennes légendes, raconte l’histoire de Cúchulainn jouant au hurling à Emain Macha. D’autres histoires légendaires similaires parlent de Fionn Mac Cumhail pratiquant ce sport. On retrouve le hurling dans d’autres textes historiques comme les Statuts de Kilkenny au XIIIe siècle et sur une dalle gravée datant du XVe siècle.
Le XVIIIe siècle est souvent décrit en Irlande comme l’âge d’or du hurling. Les membres de la gentry anglo-normande créent des équipes de hurling dans leurs propriétés et se lancent des challenges entre eux afin d’amuser leurs métayers et ouvriers agricoles.
Le hurling est le troisième sport le plus populaire en Irlande où il compte 100 000 licenciés.
Le hurling est inscrit sur la liste représentative du patrimoine culturel immatériel de l'humanité par l'UNESCO le 29 novembre 2018.

## Le jeu
Le hurling se joue à 15 contre 15. Le terrain mesure 140 m de long pour 80 m de large. Les joueurs utilisent un hurley ou camán pour taper dans un sliotar, une balle légèrement plus grosse et beaucoup plus dure qu'au tennis. Elle peut être propulsée à 100 m avec une vitesse initiale atteignant 110 km/h.
Les équipes sont constituées d'un gardien de but, de 6 défenseurs, de 2 milieux de terrain et de 6 attaquants. Les attaquants commencent la partie du côté de la défense adverse. Il n'y a qu'un seul arbitre sur le terrain. Il est néanmoins aidé par plusieurs juges de ligne.
Les passes se font en utilisant la crosse (le hurley), en tapant dans la balle ou accessoirement en y donnant un coup de pied. Il est interdit de lancer la balle ou de la ramasser par terre à la main. Dans ce cas, il faut la soulever avec la crosse.
On ne peut faire que 4 pas maximum balle en main. Au-delà il faut s'en débarrasser ou effectuer un solo-run qui consiste à balancer le sliotar à l'extrémité du hurley tout en continuant sa course ce qui demande beaucoup d'agilité. Le hurling est un sport de contact, mais seuls les chocs épaule contre épaule sont autorisés.
La possibilité d'effectuer des passes ou des tirs lointains et l'absence de hors-jeu en font un sport très rapide avec peu de temps morts. La balle évolue principalement en l'air et est souvent frappée à hauteur du visage d'où un risque certain d'accidents graves.

## Les règles

### Le terrain

Schéma d'un terrain standard de hurling

Le hurling se joue sur un terrain de 130 à 145 mètres de long et de 80 à 90 mètres de large. Les buts se trouvent à chaque extrémité. Ils sont en forme de H. Les poteaux verticaux  font généralement 6 m de haut et espacés de 6,4 m. Ils sont reliés l’un à l’autre par une barre horizontale placée à 2,44 m de hauteur. Un filet est tendu dans la partie basse des buts. Le même terrain est utilisé pour le football gaélique ; la GAA, qui organise les deux sports, en a décidé ainsi afin de faciliter la pratique de ces deux sports. Le terrain est parcouru de lignes parallèles placées à 13 m, 20 m, 45 m et 60 m de chaque ligne de but.

### Les équipes
Les équipes sont composées de 15 joueurs chacune. Il y a dans chaque équipe un gardien de but, six défenseurs, deux milieux de terrain et six attaquants. En plus des 15 joueurs, chaque équipe se présente avec un certain nombre de remplaçants, ce qui donne un effectif total entre 24 et 30 joueurs selon les compétitions. En cours de match, chaque entraîneur peut faire 5 remplacements.

### Durée des matchs
Lors des matchs du Championnat d’Irlande, un match dure 70 minutes (deux mi-temps de 35 minutes chacune). Tous les autres matchs se déroulent en 60 minutes (deux mi-temps de 30 minutes). Ce temps de jeu est en plus tempéré pour les compétitions de jeunes de façon graduelle en fonction de l’âge des joueurs.
En cas de match nul à la fin du temps réglementaire, un match supplémentaire est organisé. Si ce match se termine de nouveau par un match nul, une prolongation composée de deux mi-temps de 10 minutes est jouée.

### Le score
Pour marquer, la balle (le sliotar) doit passer entre les poteaux : 
- si elle passe au-dessus de la transversale, c'est un point ;
- si elle passe en dessous (dans l’équivalent de buts de football), c'est un but qui vaut trois points.

Les scores sont marqués selon la formule {but-point} : par exemple la finale du Championnat d'Irlande de hurling de 1997 s’est terminée sur la marque Clare GAA 0-20 Tipperary GAA 2-13. Cela se traduit par la victoire de Clare avec 20 points (0 buts + 20 points=20 points) contre 19 points (2 buts soit 6 points+13 points=19 points) pour Tipperary.

### L'arbitrage
Au hurling, il y a jusqu'à huit arbitres pour diriger une rencontre :
- l'arbitre de champs (arbitre principal) ;
- deux juges de touches ;
- quatre assesseurs (deux auprès de chaque but) ;
- un deuxième arbitre officiel et juge de touche remplaçant (en All-Ireland Championship uniquement).

L'arbitre central est responsable du bon déroulement de la partie. Il juge les fautes de jeu, compte les points, et sanctionne quand cela est nécessaire.
Les juges de touche jugent les remises en jeu après que le ballon soit sorti du terrain.
Le quatrième arbitre, placé sur le bord du terrain, gère les remplacements et le chronométrage.
Les assesseurs valident les points. Vêtus d'une blouse blanche, ils agitent un drapeau blanc pour valider les points et un drapeau vert pour les buts marqués. Pour signaler que le  point n'est pas marqué ils mettent leurs bras en croix sans prendre les drapeaux.
Tous les arbitres peuvent signaler une faute à l'arbitre central et l'aider dans sa prise de décision. L'arbitre central a toujours le dernier mot et peut invalider une décision d'un de ses subordonnés.

### Les fautes techniques
Les infractions suivantes sont considérées comme des fautes techniques :
- prendre la balle directement au sol avec la main ;
- lancer la balle ;
- avancer de plus de quatre pas en tenant la balle ;
- attraper la balle trois fois de suite sans qu’elle ait touché le sol ;
- déplacer la balle d’une main à l’autre ;
- faire une passe à la main au gardien de but ;
- lancer le hurley ;
- heurter un joueur qui est en train de jouer la balle.

Si lorsque la balle pénètre dans la surface carrée située devant le but un attaquant s'y trouve déjà, il est accordé un coup franc en faveur de l’équipe qui défend.

## L'équipement

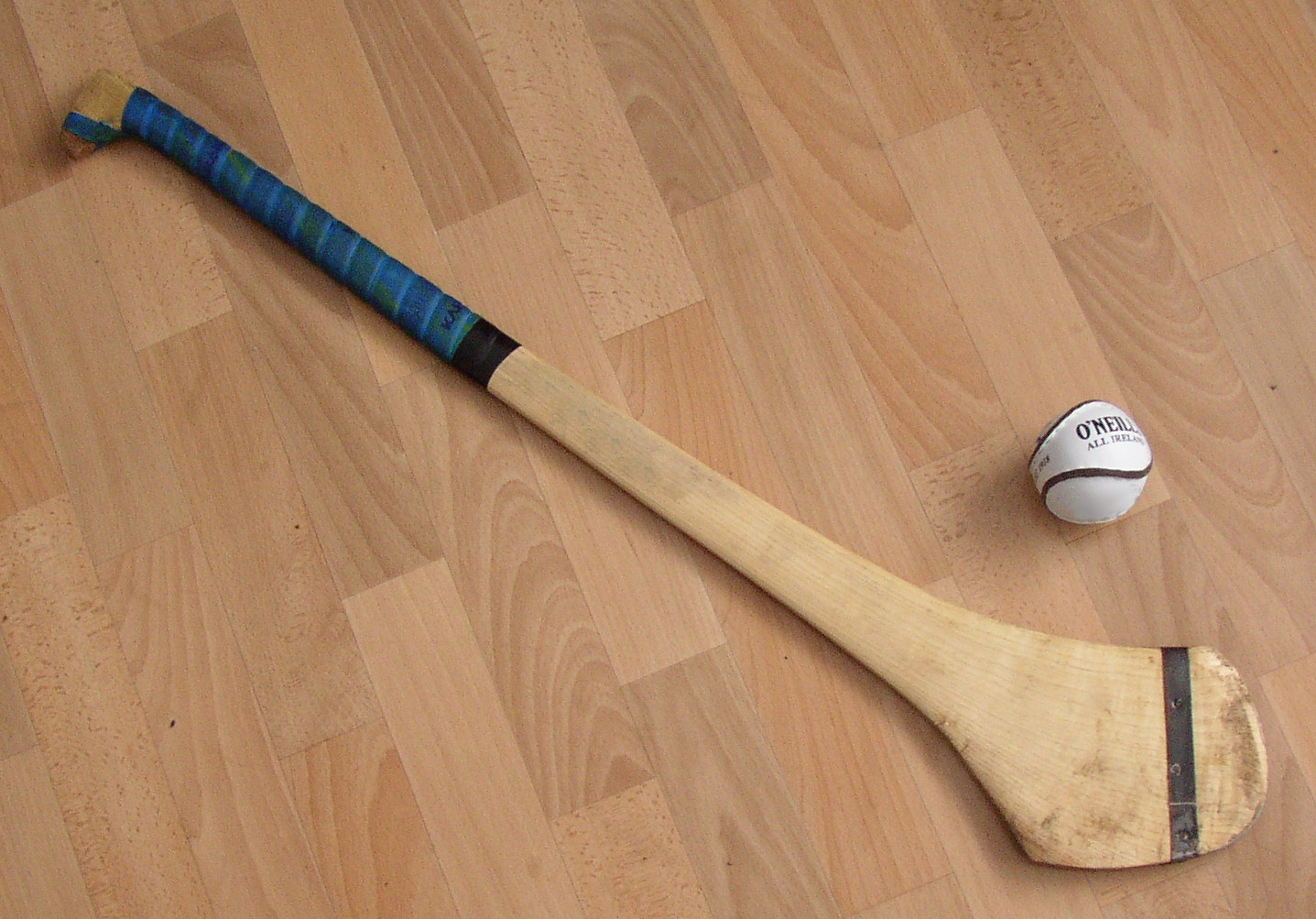
Crosse (hurley ou camán) et balle (sliotar)

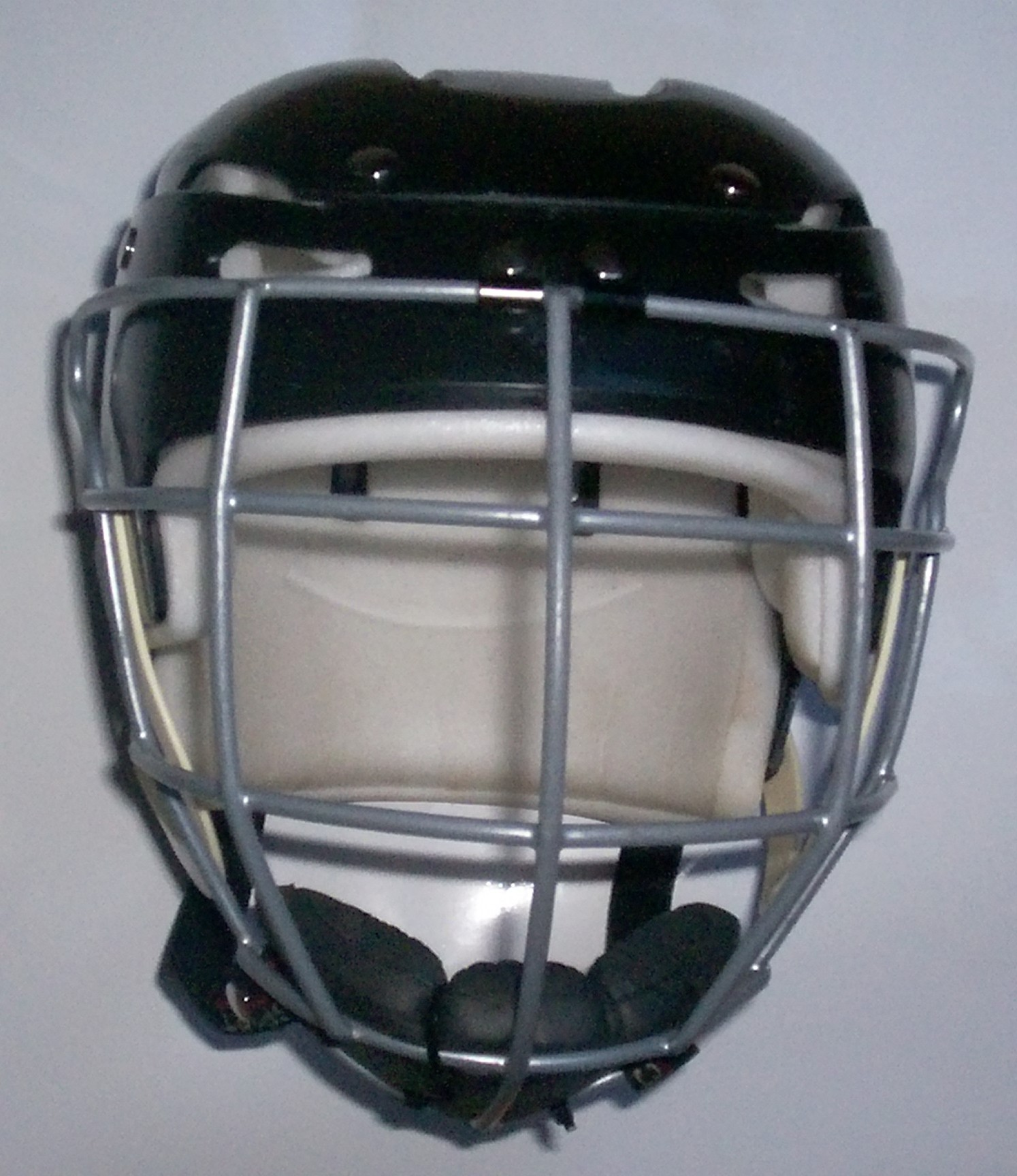
Casque de hurling

- Sliotar : balle qui mesure environ 7 cm de diamètre, pèse environ 110 grammes, constituée d’un noyau de liège recouvert de cuir, très solide comme au base ball. Il existe différentes tailles suivant les classes d'âge et des modèles en plastique pour les entraînement notamment par temps humide.
- Hurley (camán en gaélique) : crosse en bois légèrement courbée, large à son extrémité, mesurant de 75 cm à 1 m suivant la taille du joueur. Le bois utilisé est le frêne qui allie solidité et souplesse. Les fibres du bois devant de préférence être parallèles aux courbes du hurley, on n'utilise pour sa fabrication que la base du tronc en y incluant le tout début des racines pour obtenir la courbure recherchée.
- Casque : le port d'un casque avec protection est obligatoire pour tous les matchs depuis 2010.

## Les compétitions
La saison comporte deux compétitions organisées par la GAA : le « championnat » et la « ligue ». Le championnat est la plus prestigieuse. Se déroulant de mai à septembre, il oppose des équipes d’amateurs, comme dans tous les autres sports gaéliques. Les poules réunissent des comtés et des provinces. La finale a lieu le premier dimanche de septembre  à Croke Park (Dublin), pouvant accueillir 82 500 spectateurs. Le gagnant remporte la McCarthy Cup.

## La mort subite chez les joueurs de hurling
Le hurling est considéré comme un sport de balle extrêmement rapide, qui exige beaucoup d'efforts des joueurs sur le plan cardio-vasculaire. C'est pour cette raison qu'il est parfois mis en cause dans des cas de mort subite chez certains joueurs. En effet, bien que la relation entre la violence cardiaque du jeu et la mort subite ne soit pas prouvée, on constate que le nombre d'arrêts cardiaques chez les pratiquants de hurling est relativement élevé.[réf. nécessaire]
Le Cormac Trust irlandais cite par exemple les décès de Gary Duffin (Naomh Colmcille club) à 26 ans, Brian Bergin (Kilcotton club) à 34 ans pendant son entraînement, Kevin Quinn (Harbour Rovers club) à 18 ans d'un arrêt cardiaque causé par un coup de camán (crosse de hurling), Emmet Neville (capitaine des junior Glen Rovers) à 21 ans, Kieran Clancy (arrière du Ballysaggart GAA club) à 31 ans ou encore Catherine Keane à 10 ans.
Plus récemment, en octobre 2012, James Fitzgerald, du Charleville GAA club, est décédé à l'âge de 16 ans. En octobre 2013, Niall Donohue de l'équipe de Galway, est décédé à 22 ans d'un arrêt cardiaque inexpliqué. Il conseillait aux jeunes joueurs de « s’entraîner dur, plus dur encore quand les choses vont mal ». Et en février 2017, Donal Devine, un ancien joueur de l'équipe de Westmeath, est décédé à 40 ans, après un entraînement dans son club local de Castlepollard.